# ダブルーン
ダブルーン（英語: doubloon、スペイン語: doblón）は、スペイン、メキシコ、ペルー、ヌエバ・グラナダで鋳造された、7グラム（0.225トロイオンス）の金貨である。ダブロン金貨（ダブロンきんか）とも呼ばれる。
「ダブルーン」という語は英語の「double」に由来し、これは2ドゥカートの価値があったこと、あるいは両面にカトリック両王が描かれていたことに由来する。後に、エスクード（0.1905 トロイオンスの金貨）2枚分の価値のコインと呼ばれる。フェリペ2世統治の時代の、1566年に初めて鋳造された。主に国際決済の貿易用の金貨である。
ヨーロッパでは、ドゥカート金貨は、フローリン金貨とほぼ同量の純金を含み広く貿易に使用され他の金貨のモデルになった。2ドゥカートに相当する金貨も各国で鋳造され広く使用された。ドッピアやダプロンという単位もすべてこの金貨と同等の純金を含んでいる。
ニューオーリンズやモービルのカーニバルで、クルーによって投げられるアルミ製のコインも、ダブルーンと呼ばれている。1960年にレックス・クルーが投げ始められたのが最初と言われる。